# Língua camaiurá
A língua  camaiurá, kamaiurá, ou ainda kamayurá, é uma língua indígena falada pela tribo de mesmo nome (autodenominados Apyap, pronúncia: [apɨap]), localizada no Parque Indígena do Xingu, no estado do Mato Grosso, Brasil. Estabeleceram sua aldeia na região de confluência dos rios Kuluene e Kuliseu, na Bacia do Rio Xingu, na margem sul da lagoa Ipavu (do camaiurá "água grande").
A língua camaiurá é pertencente ao tronco linguístico tupi-guarani e possui cerca de 604 falantes, em sua maioria, nativos da Aldeia Camaiurá. É considerada uma língua ativa e apresentou grande crescimento nos últimos 50 anos: na década de 1970, contava com 150 falantes. Em 2002, havia por volta de 300. Atualmente, este número chega aos 600. Apesar disso, o camaiurá corre risco de extinção.

## Etimologia
O termo apyap, como os camaiurás se autodenominam, vem do tupi "aqueles que ouvem", "aqueles que sopram instrumentos", ou ainda, "aqueles que cheiram".
Já o termo camaiurá, pelo qual a população e a língua são mais conhecidos, não tem origem na língua camaiurá, mas sim no aruaque "mortos no jirau" (kãmá + yúla), no sentido de ser moqueado, já que o povo aruaque iaualapiti, também habitante do Parque Indígena do Xingu, acreditava que estes eram canibais e os viam como uma ameaça. Ou seja, tal nome pode ser considerado pejorativo. Por outro lado, os camaiurás dizem que o exônimo significa "povo da tatuagem" (kamara + iup).

## Distribuição
O povo camaiurá, e consequentemente os falantes da língua camaiurá, habitam o Parque Indígena do Xingu, no estado do Mato Grosso, Brasil. Sua aldeia se localiza na região de confluência dos rios Kuluene e Kuliseu, na Bacia do Rio Xingu, à margem sul da lagoa Ipavu (do camaiurá "água grande").

### Dialetos e línguas relacionadas
Os povos indígenas do Xingu estabelecem um intenso contato, principalmente na região sul do Parque, onde há grande uniformidade cultural que se mostra, por exemplo, através dos casamentos entre membros de diferentes tribos. Também se relacionam, em menor escala, com a cultura ocidental, eventualmente abrigando estudiosos e turistas. Apesar disso, as línguas de cada uma das tribos são independentes, e sofrem poucas influências daquelas que não pertencem ao mesmo tronco linguístico. As diferenças linguísticas se mostram uma forma de identidade étnica para os povos. Mesmo nos casos de matrimônio entre membros de diferentes origens, os filhos provenientes dessas relações aprendem as línguas materna e paterna separadamente, prevalecendo a língua do povo local. 
Atualmente, a troca cultural entre os povos do Xingu reflete-se, principalmente, nas línguas trumai e suiá, nas quais a presença de palavras de origem camaiurá é mais perceptível. Os camaiurá também possuem contato com a língua portuguesa, porém, esta é conhecida por poucos membros: apenas aqueles que tem altos cargos sociais, que envolvem contato intertribal e com pessoas de fora do Xingu.

## História

### História do povo
Segundo relatos do povo, seus antepassados viviam no nordeste do Mato Grosso, junto aos Tapirapé, e se separaram devido a ataques de homens brancos e outros grupos indígenas. Chegaram ao Xingu seguindo o rio Auaiá Missu, seu afluente, e prosseguiram subindo-o até se instalarem às margens do Ipavu. Durante o percurso, se relacionaram com outras tribos da região: foram atacados pelos suiá e pelos jurunas, e se juntaram aos waruá por certo tempo. Se deslocaram pelo rio Tuatuari durante um período, se dispersando, em parte, pelas aldeias aueti e meinaco, e retornaram ao Ipavu em meados do século XIX. Outra versão diz que os camaiurá vieram do extremo norte do parque, da região de Wawitsa, ao lado de Morená.
A expedição de Karl Von den Stein, em 1884, foi a primeira que estabeleceu o contato entre os camaiurá e a sociedade fora da região do Xingu. A partir daí, outras expedições passaram a visitar o local, e ganharam regularidade na década de 1940. Em 1946, com o início da Expedição Roncador-Xingu, liderada pelos irmãos Villas-Bôas, o contato intensificou-se, com a abertura de campos de pouso e a instalação de postos indígenas. Em 1961, foi fundado o Parque Nacional do Xingu, reserva indígena para preservação de povos da área.

### História da língua
A língua camaiurá é aquela falada pelo povo de mesmo nome. Possui por volta de 600 falantes e pertence ao tronco linguístico tupi-guarani. Se reconhece como proveniente da mistura de dialetos de cinco grupos distintos, que, por motivos desconhecidos, se unificaram. É considerada uma língua ativa e apresentou grande crescimento nos últimos 50 anos: na década de 1970, contava com 150 falantes; em 2002, havia por volta de 300. Atualmente, este número dobrou. Apesar disso, o camaiurá corre risco de extinção.
Os primeiros dados sobre a língua camaiurá se deram com as listas de vocabulário coletadas pelos etnólogos alemães Steinen e Schmidt, no final do século XIX, mas apenas na década de 1960, a fonologia segmental da língua passou a ser estudada por linguístas. Em 1973, foram publicadas as pesquisas iniciais de Ferreira e Seki, seguidas da "Fonologia Provisória do Kamayurá" de Saelzer, em 1976. 

#### Evolução Fonológica
Sendo o camaiurá uma língua de origem tupi-guarani, percebe-se a manutenção e a modificação de características mais gerais em relação ao Proto-Tupi-Guarani (PTG), como as listadas e exemplificadas abaixo:
1. conservação das consoantes finais
2. mudança de "tx" e "ts", ambos excluídos ou modificados para  "h"
3. mudança de "pw" para "kw" ou "h"
4. conservação de "pj" em "ts"
5. conservação do "j"

| caso | PTG      | kay    | pt-br    |
| ---- | -------- | ------ | -------- |
| 1    | akér     | aket   | eu durmo |
| 2    | jatxý    | jay    | lua      |
| 2    | otsó     | oho    | ele vai  |
| 2    | pytsatsu | pyau   | novo     |
| 3    | pwár     | hwat   | amarrar  |
| 4    | epják    | etsak  | ver      |
| 5    | jacaré   | jakare | jacaré   |

## Fonologia
O camaiurá apresenta um sistema de 14 consoantes, divididas entre vozeadas e desvozeadas, e 12 vogais, sendo 6 delas nasalizadas. Diferente das demais línguas da família tupi, não apresenta consoantes plosivas pré-nasalizadas. Ocorre o espalhamento de nasalidade à esquerda. A sílaba tônica é última sílaba do radical em palavras isoladas.

### Consoantes
O sistema consonantal do camaiurá apresenta 14 consoantes, divididas em dois grupos: as vozeadas (nasais, vibrantes e aproximantes) e as desvozeadas (plosivas, africadas e fricativas). Diferente das demais línguas da família tupi, não apresenta consoantes plosivas pré-nasalizadas.
Os fonemas consonantais do camaiurá estão representados na tabela abaixo:
|             | Bilabial | Dental | Alveolar | Palatal | Velar | Velar-labializada | Glotal | Glotal-labializada |
| ----------- | -------- | ------ | -------- | ------- | ----- | ----------------- | ------ | ------------------ |
| Plosiva     | p        | t      |          |         | k     | kw                | ʔ      |                    |
| Africada    |          |        | t͡s       |         |       |                   |        |                    |
| Nasal       | m        | n      |          |         | ŋ     |                   |        |                    |
| Vibrante    |          |        | r        |         |       |                   |        |                    |
| Fricativa   |          |        |          |         |       |                   | h      | hw                 |
| Aproximante | w        |        |          | j       |       |                   |        |                    |

### Vogais
O sistema vocálico do camaiurá apresenta 12 vogais, sendo 6 orais e as outras 6 suas correspondentes nasalizadas, com o espalhamento de nasalidade à esquerda. Em palavras isoladas, há acento na última sílaba do radical.
Os fonemas vocálicos do camaiurá estão representados na tabela abaixo:
|             | Anterior | Central | Posterior |
| ----------- | -------- | ------- | --------- |
| Fechada     | i ĩ      | ɨ ɨ̃     | u ũ       |
| Semifechada | e ẽ      |         | o õ       |
| Aberta      | a ã      |         |           |

### Acento
O acento camaiurá combina altura e intensidade, não é contrastivo, e cai na última sílaba em radicais com mais de uma sílaba. Prefixos adicionado são átonos, já os sufixos podem ser tanto tônicos, como "-ite", de negação de predicados, como átonos, como a "-a" de caso nuclear. Acentos secundários aparecem alternados a esquerda do acento principal.
| kay       | IPA          | pt-br   |
| --------- | ------------ | ------- |
| jay       | [ja'ɨ]       | lua     |
| tata      | [ta'ta]      | fogo    |
| jaytata'i | [jaɨtata'ˀi] | estrela |

## Ortografia
O camaiurá é originalmente uma língua ágrafa, isto é, não apresenta um alfabeto escrito. As transcrições deste artigo se baseiam do trabalho de Lucy Seiki em "Gramática do Kamayurá": com exceção do fonema consonantal plosivo glotal (ʔ), que é representado com aspas simples ('), e do fonema vocálico  fechado central (ɨ), que é  representado por "y", a escrita camaiurá é idêntica a transcrição do IPA.
| Letra | Som (IPA) | Pronúncia                                     |
| ----- | --------- | --------------------------------------------- |
| p     | /p/       | [p] como em pato                              |
| t     | /t/       | [t] como em taça                              |
| ts    | /t͡s/      | [t͡s] como em pizza                            |
| k     | /k/       | [k] como em como                              |
| kw    | /kw/      | [kw] como em quatro                           |
| '     | /ʔ/       | [ʔ] como na pausa da expressão de negação ã-ã |
| h     | /h/       | [h] como em hat, em inglês                    |
| hw    | /hw/      | [hw] como em why, em inglês                   |
| m     | /m/       | [m] como em mão                               |
| n     | /n/       | [n] como em não                               |
| ŋ     | /ŋ/       | [ŋ] como em unha                              |
| r     | /r/       | [r] como em read, em inglês                   |
| w     | /w/       | [w] como em mau                               |
| j     | /j/       | [j] como em cai                               |
| i     | /i/       | [i] como em ilha                              |
| ĩ     | /ĩ/       | [ĩ] como em cinto                             |
| y     | /ɨ/       | [ɨ] como em roses, em inglês                  |
| ỹ     | /ɨ̃/       | [ɨ̃] sem equivalente em português              |
| u     | /u/       | [u] como em suco                              |
| ũ     | /ũ/       | [ũ] como em muito                             |
| e     | /e/       | [e] como em estrela                           |
| ẽ     | /ẽ/       | [ẽ] como em sempre                            |
| o     | /o/       | [o] como em novo                              |
| õ     | /õ/       | [õ] como em ombro                             |
| a     | /a/       | [a] como em pá                                |
| ã     | /ã/       | [ã] como em lã                                |

## Gramática
O camaiurá é uma língua que utiliza a técnica da aglutinação. Uma das suas principais características é o recorrente uso de partículas para caracterizar um radical, criando um extenso vocabulário. Possui 7 classes: nome, pronomes pessoais e demonstrativos, verbo, advérbio, posposição e partícula. Apresenta orações transitivas e intransitivas, cujas estruturas são sujeito-objeto-verbo e sujeito-verbo, respectivamente. Também há orações seguindo a estrutura objeto-verbo.

### Nomes
No camaiurá, os nomes constituem uma classe aberta, caracterizados por receber sufixos casuais e o sufixo "-het" de passado nominal. Possuem a função sintática de núcleo em locuções nominais simples. 

#### Gênero
Os gêneros no camaiurá, indicando masculino e feminino, não são morfologicamente diferenciados, sendo identificados pelo contexto das sentenças. Para humanos, há diferenciação para pessoas e relações de parentesco. Para animais, adiciona-se os termos "akwama'e" (homem, macho) e "kujã" (mulher, femêa) para definir seu gênero. Outros seres e entidades citados em narrativas, por exemplo, são neutros, mas são classificados de acordo com seu papel social no universo. 
| Masculino       | Masculino  | Feminino         | Feminino   |
| kay             | pt-br      | kay              | pt-br      |
| --------------- | ---------- | ---------------- | ---------- |
| akwama'e        | homem      | kujã             | mulher     |
| myra            | velho      | matyt            | velha      |
| -up             | pai        | -i               | mãe        |
| -irũ            | esposo     | -emireko         | esposa     |
| jawara akwama'e | onça macho | jawara kujã      | onça fêmea |
| morerekwat      | o chefe    | morerekwara kujã | a chefe    |

#### Número
A categoria de número é aplicada majoritariamente a seres humanos, mas também é expressa nas palavras "wyra" (pássaro, ave) e "amo" (outro), sendo marcada no coletivo ou plural. Se referem a nomes de pessoas, grupos de idade e relações de parentesco. Pode ser expresso pelo sufixo "-met" e suas variações "-et" e "meret"; sufixo "-het"; ou pela nasalização da consoante final. Há ainda o sufixo "-wet" , caso exclusivo da palavra "tamỹj" (avô), para indicar antepassados.
| Singular | Singular | Plural  | Plural    |
| kay      | pt-br    | kay     | pt-br     |
| -------- | -------- | ------- | --------- |
| paje     | pajé     | pajemet | pajés     |
| wyra     | pássaro  | wyrahet | passarada |
| itutyt   | tio dele | itutyn  | tios dele |

#### Posse
A categoria de posse é caracterizada pela presença ou ausência de prefixos relacionais, que marcam nomes possuídos. Seguem a seguinte divisão:
- Prefixo relativo obrigatório: nomes inalienavelmente possuídos

- Prefixo relativo facultativo: nomes alienavelmente possuídos
- Prefixo relativo ausente: nomes não possuídos

Há quatro prefixos relacionais: "r-" de possuidor de uma expressão referencial; "i-" de possuidor contextualizado em terceira pessoa, que não seja sujeito da oração; "o-" de terceira pessoa reflexiva; e "t-" de possuidor indefinido em terceira pessoa.
| Ex1: "jerup" |      |     |
| je-          | -r   | -up |
| 1ªp.sing.    | rel. | pai |
| "meu pai"    |      |     |

| Ex2: "ipyra amoete"   |      |                |        |
| i-                    | pyr  | -a             | amoete |
| 3ªp.                  | casa | sufixo nuclear | longe  |
| "a casa dele é longe" |      |                |        |

| Ex3: "opyrim iko"              |      |          |      |                  |                |
| o-                             | pyr  | -im      | i-   | ko               | -w             |
| 3ªp.refl.                      | casa | locativo | 3ªp. | verbo de ligação | circusntancial |
| "ele está em sua própria casa" |      |          |      |                  |                |

### Pronomes

#### Pronomes pessoais
Os pronomes pessoais no camaiurá pertencem a uma classe fechada, diferente dos nomes, que possuem uma alta variedade de elementos pois recebem sufixos casuais. São divididos entre pronomes livres e pronomes clíticos, diferindo em suas funções sintáticas, melhor trabalhadas abaixo.
A primeira pessoa do plural é separada entre inclusiva — falante e ouvinte — e exclusiva — falante e terceiros — , e é a única pessoa em que o pronome livre e clítico são idênticos. Nas demais, o segundo é uma redução do primeiro.
Os pronomes pessoais do camaiurá estão tabelados abaixo:
|                          | Pronomes Livres | Pronomes Clíticos |
| ------------------------ | --------------- | ----------------- |
| 1ª p. Singular           | ije             | je                |
| 2ª p. Singular           | ene             | ne                |
| 1ª p. Plural (inclusiva) | jene            | jene              |
| 1ª p. Plural (exclusiva) | ore             | ore               |
| 2ª p. Plural             | pehẽ            | pe                |

Percebe-se a ausência de pronomes na terceira pessoa. Nos pronomes livres, quando no singular, eles são substituídos pelos demonstrativos "a'e" (esse) e "pe" (aquele), que ocorrem como nominais marcados no caso nuclear. No plural, anexa-se a partícula "wan" (e outros) ao final destes pronomes demonstrativos. Já nos pronomes clíticos, adiciona-se o prefixo relacional "i-". 
Pronomes pessoais livres
Os pronomes pessoais livres são acentuados. Não são usados em orações subordinadas, nem assumem papel de possuidor junto a nomes ou de objeto de posposições e seu uso em orações copulativas é restringido. 
Podem ocorrer como constituinte único em orações elípticas; como sujeito de orações com predicado nominal; como sujeito enfático ou contrastivo, ou objeto em outros tipos de orações independentes. 
| Ex1: "ije morerekwat" |            |
| ije                   | morerekwat |
| eu                    | chefe      |
| "eu sou chefe"        |            |

| Ex2: "ene ruẽj oroetsak"   |      |         |       |
| ene                        | ruẽj | oro-    | etsak |
| você                       | neg. | 1ª/2ªp. | ver   |
| "não é a você que eu vejo" |      |         |       |

Pronomes pessoais clíticos
Os pronomes clíticos não são independentes, ou seja, sempre aparecem ligados a outro elemento. Ocorrem como possuidor, junto a nomes possuídos; como sujeito, junto a verbos descritivos; como objeto de posposições e de verbos transitivos; e como ambos, com certas formas verbais dependentes. 
| Ex1: "jerekowe" |      |         |
| je-             | r-   | ekowe   |
| 1ªp.sing        | rel. | coração |
| "meu coração"   |      |         |

| Ex2: "jerehe"     |      |     |
| je-               | r-   | ehe |
| 1ºp.sing.         | rel. | por |
| "por minha causa" |      |     |

#### Pronomes demonstrativos
Os pronomes demonstrativos do camaiurá formam uma classe fechada e se diferenciam pelos critérios de proximidade espacial (próximo ao falante, próximo ao ouvinte ou distante de ambos), temporal, visibilidade e audibilidade. Ocorrem como núcleo de locuções nominais, exercendo funções de sujeito e objeto de verbos e objeto de posposições, como modificadores, e como pronomes pessoais na terceira pessoa.
Os pronomes demonstrativos da língua camaiurá estão listados e exemplificados abaixo:
| kay            | pt-br                                 | proximidade                                              |
| -------------- | ------------------------------------- | -------------------------------------------------------- |
| ko             | este                                  | próximo ao falante, visível (pouco utilizado)            |
| 'aŋ            | este                                  | próximo ao falante, visível                              |
| okoj/okwoj     | esse                                  | próximo ao ouvinte, visível                              |
| ewokoj/ewokwoj | esse                                  | próximo ao ouvinte, visível                              |
| pe             | aquele                                | distante do falante e do ouvinte, visível ou não visível |
| a'e            | aquele de que se fala                 | distante do falante e do ouvinte, visível ou não visível |
| po             | esse                                  | audível, não visível                                     |
| apo            | esse cujo nome não é lembrado, fulano | esse cujo nome não é lembrado, fulano                    |

| Ex1: "'aŋa ruwa ereko"       |                |      |     |                |           |                  |
| 'aŋ                          | -a             | r-   | uw  | -a             | ere-      | ko               |
| este                         | sufixo nuclear | rel. | pai | sufixo nuclear | 2ªp.sing. | verbo de ligação |
| "você é pai deste [menino]?" |                |      |     |                |           |                  |

| Ex2: "'a'ea rak o'aawyky 'aŋa" |                |          |      |        |      |                |
| a'e                            | -a             | rak      | o-   | 'awyky | 'aŋ  | -a             |
| esse                           | sufixo nuclear | atestado | 3ªp. | fazer  | este | sufixo nuclear |
| "ele fez isto"                 |                |          |      |        |      |                |

### Verbos
O verbo possui função sintática de predicado. É variado ao receber prefixos pessoais, prefixos relacionais, pronomes clíticos e sufixos que marcam modo, o que permite que sejam, também, elemento único da oração. São classificados em transitivos, intransitivos, verbo de ligação, ou ainda, descritivos.

#### Verbos transitivos
Os verbos transitivos do camaiurá são os únicos que recebem os prefixos "-oro" (2ªp.sing.) e "-opo" (2ªp.pl.); os nominalizadores "-tat" (agentivo), "-ipyt" (paciente) e "-emi-" (paciente/objeto); e o sufixo "-ukat" (causativo). Também pode receber prefixos relacionais e os prefixos "a-" (1ªp.sing.), "e-/ere-" (2ªp.sing.), "ja-" (1ªp.pl.incl.), "oro-" (1ªp.pl.excl.), "pe-" (2ªp.pl.), e "o-" (3ªp.). Assim como os nomes, recebem o prefixo "r-" ao se ligaram a pronomes clíticos. São derivados, a partir dele, elementos de outras classes por meio de prefixos causativos "mo-" e "ero-", e podem se tornar intransitivos ao receberem "je-" (reflexivo) e "jo-" (recíproco).
Sintaticamente o verbo transitivo pode ocorrer com dois argumentos nominais marcados com o sufixo "-a" de caso nuclear. Recebe apenas um marcador de pessoa, eleito por uma hierarquia de referências que determina a concordância com o sujeito — de acordo com os prefixos "a-" (1ªp.sing.), "e-/ere-" (2ªp.sing.), "ja-" (1ªp.pl.incl.), "oro-"(1ªp.pl.excl.), "pe-" (2ªp.pl.), e "o-" (3ªp.) —, com o objeto - pronome clítico -, ou com ambos.
Dentre os verbos transitivos, estão "-kytsi" (cortar), "-nupã" (bater), "-juka" (matar), "-kutuk" (furar), "-etsak" (ver), "-ekyj" (puxar), "-pyhyk" (pegar, segurar), "-ka" (quebrar).
| Ex: "jeretsak" |      |       |
| je-            | -r   | etsak |
| 1ªp.sing.      | rel. | ver   |
| "você me vê"   |      |       |

#### Verbos intransitivos
Os verbos intransitivos são caracterizados por não receberem os prefixos "-oro" (2ªp.sing.) e "-opo" (2ªp.pl.); receberem os nominalizadores atributivos "-ama'e" e "-uma'e" (negativo); não admitirem pronomes clíticos; e serem prefixados com "we-" (1ªp.sing.), "e-" (2ªp.sing.), "jere-" (1ªp.pl.incl.), "ore-"(1ªp.pl.excl.), "peje-" (2ªp.pl.), e "o-" (3ªp.) para indicar gerúndio. Marcam a categoria de pessoa com os prefixos pessoais "a-" (1ªp.sing.), "ere-" (2ªp.sing.), "ja-" (1ªp.pl.incl.), "oro-"(1ªp.pl.excl.), "pe-" (2ªp.pl.), e "o-" (3ªp.). Sintaticamente os intransitivos admitem apenas uma locução nominal.
Os verbos intransitivos exigem decisão e controle por parte do participante, como "-je'eŋ" (falar), "-jan" (correr), "-'ata" (andar), "-karu" (comer), "-maraka" (cantar), mas também ações como "-manõ" (morrer), "-in" (estar sentado), "-kyje" (ter medo).
| Ex: "kunu'uma oket"      |                |           |      |
| kunu'um                  | -a             | o         | -ket |
| menino                   | sufixo nuclear | 3ª pessoa | ver  |
| "o menino está dormindo" |                |           |      |

#### Verbos descritivos
Em outras línguas, os componentes dessa subclasse dos verbos intransitivos são nomeados como adjetivos, indicando qualidades e relações. Não se sabe, entretanto, as especificidades que os diferenciam dos adjetivos na língua camaiurá. Os descritivos são divididos por tipo e estão tabelados abaixo:
|                    | kay         | pt-br           |
| ------------------ | ----------- | --------------- |
| Dimensão           | -atua'i     | baixo           |
| Dimensão           | -je'ya      | alto            |
| Dimensão           | -huku       | comprido        |
| Propriedade física | -akup       | quente          |
| Propriedade física | -atã        | duro            |
| Propriedade física | -pyw        | macio           |
| Cor                | -jup        | amarelo         |
| Cor                | -tsiŋ       | branco          |
| Cor                | -pitsun     | preto           |
| Propensão humana   | -oryp       | alegre          |
| Propensão humana   | -koay       | zangado         |
| Idade              | - myrã      | velho           |
| Idade              | - pyau      | novo            |
| Valor              | -katu       | bom             |
| Valor              | -arõ        | bonito, gostoso |
| Velocidade         | -tykwara'ip | apressado       |

Os descritivos são utilizados como predicado; como complemento nominal ou intransitivo, com os nominalizadores atributivos "-ama'e" e "-uma'e"; combinados com o verbo "-eko"; como imperativo. Diferem dos verbos ativos pois não ocorrem no modo circunstancial; nos modos indicativo, exortativo e imperativo recebem apenas prefixos relacionais e pronomes clíticos; são marcados no gerúndio pelo sufixo "-ram"; e podem atuar como modificador de verbos, prefixados com o relacional "i-"  de terceira pessoa.
| Ex1:"i'ajura ihuku"         |         |                |      |          |
| i-                          | 'ajur   | -a             | i-   | -huku    |
| 3ªp.                        | pescoço | sufixo nuclear | 3ªp. | comprido |
| "o pescoço dele é comprido" |         |                |      |          |

| Ex2: "ikatuma'ea peko" |       |               |        |                  |
| i-                     | -katu | -ma'e         | pe-    | -ko              |
| 3ªp.                   | bom   | nominalizador | 2ªp.pl | verbo de ligação |
| "vocês são bons"       |       |               |        |                  |

| Ex3: "nekatu" |       |      |
| ne            | -katu | -    |
| 2ªp.sing.     | bom   | imp. |
| "seja bom"    |       |      |

#### Verbo de ligação
Há um verbo na língua camaiurá que pode atuar tanto como locativo, auxiliar ou verbo de ligação: "-eko" (ser, estar, ficar). É flexionado como intransitivo. Como locativo, é flexionado em todas as pessoas e é traduzido como "estar". Como verbo de ligação, traduzido como "ser", com apenas uma diferença na terceira pessoa: essa é indicada com o demonstrativo "a'e" junto ao sufixo atributivo "-ram".
| Ex1: "'am ako ikuewe"       |          |       |       |                            |
| 'am                         | a-       | -ko   | ikue  | -we                        |
| aqui                        | 1ªp.sing | estar | ontem | continuativo retrospectivo |
| "eu estou aqui desde ontem" |          |       |       |                            |

| Ex2: "kara'iwa a'eram" |                |               |            |
| kara'iw                | -a             | a'e           | -ram       |
| não-índio              | sufixo nuclear | demonstrativo | atributivo |
| "ele é não-índio"      |                |               |            |

### Orações
Na língua camaiurá existem orações transitivas e intransitivas, cujas estruturas são sujeito-objeto-verbo e sujeito-verbo, respectivamente. Também há orações seguindo a estrutura objeto-verbo. Além disso, há orações com predicado nominal: as possessivas e identificadoras, que seguem a estrutura sujeito-objeto. Possuem alinhamento ergativo-absolutivo, visto que objeto em orações transitivas e o sujeito em intransitivas são marcadas da mesma forma: com um prefixo relacional ou pronome pessoal antecedendo o verbo. 
As principais estruturas das orações no camaiurá estão detalhadas abaixo.

#### Oração transitiva
São aquelas formadas por verbos transitivos, com dois argumentos nucleares: um em função do sujeito, e um em função do objeto direto. Os pronomes sempre acompanham o verbo, e há três formas principais de estruturas, dependendo se o verbo concorda com o sujeito, com o objeto ou com ambos.
| Locução Nominal                          | Locução Nominal | Locução Nominal | Locução Nominal | Locução Nominal | Locução Nominal | Locução Nominal | Prefixo Subjetivo | Verbo Transitivo |
| ---------------------------------------- | --------------- | --------------- | --------------- | --------------- | --------------- | --------------- | ----------------- | ---------------- |
| Ex: "kunu'uma ka'ia ruwaja wekyj"        |                 |                 |                 |                 |                 |                 |                   |                  |
| kunu'um                                  | -a              | ka'i            | -a              | r-              | uwaj            | -a              | w-                | ekyj             |
| menino                                   | sufixo nuclear  | macaco          | sufixo nuclear  | rel.            | rabo            | sufixo nuclear  | 3ª p.             | -puxar           |
| "o menino está puxando o rabo do macaco" |                 |                 |                 |                 |                 |                 |                   |                  |

| Locução Nominal         | Locução Nominal | Pronome Clítico | Prefixo Relacional | Verbo Transitivo |
| ----------------------- | --------------- | --------------- | ------------------ | ---------------- |
| Ex: "kunu'uma jeretsak" |                 |                 |                    |                  |
| kunu'um                 | -a              | je-             | -r                 | -etsak           |
| menino                  | sufixo nuclear  | 1ª p.sing.      | rel.               | ver              |
| "o menino me viu"       |                 |                 |                    |                  |

| Pronome oro-/opo-         | Verbo transitivo |
| ------------------------- | ---------------- |
| Ex: "opaetsak"            |                  |
| opa-                      | -etsak           |
| 1ªp.pl.excl.              | ver              |
| "nós (excl.) vemos vocês" |                  |

#### Oração intransitiva
São aquelas que admitem apenas um argumento nuclear e possuem um predicado intransitivo, que se expressa junto ao verbo, em forma prefixo subjetivo, podendo ser por uma locução nominal. Se esta é não pronominal, vem marcada no caso nuclear, e recebe o sufixo "-a".
| Pronome Subjetivo | Verbo Intransitivo |
| ----------------- | ------------------ |
| Ex: "oket"        |                    |
| o                 | -ket               |
| 3ª p.             | ver                |
| "ele dorme"       |                    |

#### Orações descritivas
Aquela cujo predicado é um verbo descritivo, com um único argumento nuclear, junto ao verbo por pronomes clíticos ou prefixos relacionais, com uma locução nominal, marcada no caso nuclear, ou com uma locução nominal pronominal.
| Locução Nominal    | Pronome Clítico | Prefixo Relacional "r-" | Verbo Descritivo |
| ------------------ | --------------- | ----------------------- | ---------------- |
| Ex: " ene neroryp" |                 |                         |                  |
| ene                | ne              | -r                      | -oryp            |
| você               | 2ªp.sing.       | rel.                    | alegre           |
| "você é alegre"    |                 |                         |                  |

| Prefixo Relacional "-i" | Verbo Descritivo |
| ----------------------- | ---------------- |
| Ex: "ihuku"             |                  |
| i-                      | huku             |
| 3ªp.                    | comprido         |
| "ele é comprido"        |                  |

#### Oração com verbo de ligação
Caracterizada pelo verbo "-eko", possui um argumento nuclear e uma locução nominal como complemento.
| Locução Nominal  | Prefixo Subjetvo | Verbo de Ligação |
| ---------------- | ---------------- | ---------------- |
| Ex: "paje ereko" |                  |                  |
| paje             | ere-             | -ko              |
| pajé             | 2ªp.sing.        | verbo copulativo |
| "você é pajé"    |                  |                  |

#### Oração possessiva
Diferente das anteriores, a oração possesiva não apresenta predicado verbal, mas sim, nominal. Indica posse com o uso de um prefixo relacional. 
| Pronome clítico  | Prefixo Relacional "-r" | Prefixo Relacional "-r" |
| ---------------- | ----------------------- | ----------------------- |
| Ex: "jememyt"    |                         |                         |
| je-              | -                       | -memyt                  |
| 1ªp.sing.        | rel.                    | filho                   |
| "eu tenho filho" |                         |                         |

| Locução Nominal | Prefixo Relacional "-i" |
| --------------- | ----------------------- |
| Ex: "imemyt"    |                         |
| i-              | memyt                   |
| 3ªp.            | filho                   |
| "ela tem filho" |                         |

#### Orações identificadoras
Orações com predicado nominal, equivalentes àquelas com os verbos "ser" e "estar" em português, são formadas por dois nomes, um marcado no caso nominal em função do sujeito, e o outro marcado em função do predicado: 
| Sujeito                    | Sujeito | Sujeito        | Predicado  | Predicado      |
| -------------------------- | ------- | -------------- | ---------- | -------------- |
| Ex: "jetutyra morerekwará" |         |                |            |                |
| je-                        | tutyr   | -a             | morerekwar | -a             |
| 1ªp.sing.                  | tio     | sufixo nuclear | chefe      | sufixo nuclear |
| "meu tio é o chefe"        |         |                |            |                |

## Vocabulário
Abaixo, encontra-se a uma Lista de Swadesh com o vocabulário principal do camaiurá e seus respectivos significados em português, baseada nos estudos de Menki Saelzer, "Fonologia Provisória da Língua Kamayurá" e na transcrição de Lucy Seki. 
| pt-br                                   | kay                        |
| --------------------------------------- | -------------------------- |
| eu                                      | ije, je                    |
| tu, você                                | ene, ne                    |
| nós (inclusivo)                         | jene                       |
| nós (exclusivo)                         | ore                        |
| vós, vocês                              | pehẽ, pe                   |
| este, isto                              | 'aŋ, ko                    |
| esse, isso (visível)                    | okoj/okwoj, ewokoj/ewokwoj |
| esse, isso (audível, não visível)       | po                         |
| esse (cujo nome não é lembrado, fulano) | apo                        |
| aquele, aquilo                          | pe                         |
| aquele (de que se fala)                 | a'e                        |
| aqui                                    | 'am                        |
| aí                                      | pem                        |
| quem                                    | awa                        |
| o que                                   | ma'a noat                  |
| onde                                    | umam                       |
| quando                                  | maramoe                    |
| como                                    | mawite                     |
| não                                     | anite                      |
| todos                                   | wetep                      |
| muito                                   | 'i'ajãŋ                    |
| alguns                                  | weruratsã                  |
| poucos, pequeno                         | ta'ypiatsã                 |
| outro                                   | amo                        |
| um                                      | mojepete                   |
| dois                                    | mokõj                      |
| três                                    | mo'apyt                    |
| quatro                                  | mojo'irũ                   |
| cinco                                   | jenepomomap                |
| grande                                  | tujap                      |
| comprido                                | 'ihuku                     |
| largo, amplo                            | 'ipypit                    |
| grosso, expesso                         | 'i'ywau                    |
| pesadoa                                 | 'ipowyj                    |
| curto                                   | 'i'ayk                     |
| estreito, apertado                      | 'ipo'i                     |
| delgado, fino                           | 'i'iwa'i'i                 |
| mulher                                  | kujã                       |
| homem (homem adulto)                    | akwama'e                   |
| pessoas, gente                          | awa                        |
| criança                                 | pitaŋ                      |
| esposa                                  | hemireko                   |
| marido                                  | 'i'irũ                     |
| mãe                                     | 'ijy                       |
| pai                                     | tup                        |
| animal, bicho                           | mijat                      |
| peixe                                   | ipira                      |
| ave, pássaro                            | wyra                       |
| cachorro, cão                           | wararujap                  |
| piolho                                  | 'ikyp                      |
| cobra                                   | moĩ                        |
| verme, minhoca                          | ewo'i                      |
| árvore                                  | ywyra                      |
| bosque, mato, selva, folha              | ka'a                       |
| pau                                     | ywyra                      |
| fruta                                   | i'a                        |
| semente                                 | ha'yj                      |
| folha                                   | 'op                        |
| raiz                                    | hapo                       |
| casca                                   | 'ype                       |
| flor                                    | 'ipotyt                    |
| erva, capim, grama                      | jawa'ip                    |
| corda                                   | tupaham                    |
| pele                                    | 'ipiret                    |
| carne                                   | ha'o                       |
| sangue                                  | 'itsapiraŋ                 |
| osso                                    | 'ikaŋ                      |
| gorduras, banha                         | 'ikap                      |
| ovo                                     | hupi'a                     |
| chifre, corno                           | hatsĩ                      |
| rabo                                    | way                        |
| pena, pluma                             | hap                        |
| cabelo                                  | 'i'ap                      |
| cabeça                                  | 'i'akaŋ                    |
| orelha                                  | 'inami                     |
| olho                                    | hea                        |
| nariz                                   | 'itsĩ                      |
| boca                                    | 'ijuru                     |
| dente                                   | hãj                        |
| língua                                  | 'ikõ                       |
| unha                                    | 'yhwãpẽ                    |
| pé                                      | 'ipy                       |
| perna                                   | hetymakaŋ                  |
| joelho                                  | 'iperenan                  |
| mão                                     | 'ihwã                      |
| asa                                     | 'ipepo                     |
| barriga (humana)                        | 'ipy'a                     |
| entranhas, tripas, intestinos           | i'yepo                     |
| pescoço                                 | 'i'ajut                    |
| costas                                  | 'i'ape                     |
| peito                                   | 'ipotsi'a                  |
| coração                                 | hekowe                     |
| fígado                                  | 'ipere                     |
| beber                                   | o'yu                       |
| comer                                   | o'u                        |
| morder                                  | ou'u'u                     |
| chupar                                  | opytet                     |
| cuspir                                  | jewun                      |
| vomitar                                 | o'ywyjewyt                 |
| sobrar                                  | -                          |
| respirar                                | ojepytuerut                |
| rir                                     | ohuka                      |
| ver                                     | wetsak                     |
| ouvir                                   | o'anup                     |
| saber                                   | okwahap                    |
| pensar                                  | ojemoneta                  |
| cheirar                                 | wetun                      |
| temer, ter medo                         | okyje                      |
| dormir                                  | oket                       |
| viver                                   | okowe                      |
| morrer                                  | omano                      |
| matar                                   | ojuka                      |
| lutar, brigar                           | oju'akap                   |
| caçar                                   | ka'apuwut                  |
| golpear, bater                          | onupã                      |
| cortar                                  | okytsi                     |
| rachar                                  | omowok                     |
| esfaquear, apunhalar                    | -                          |
| raspar, coçar                           | we'ỹj                      |
| cavar                                   | ojo'ok                     |
| nadar                                   | o'ytap                     |
| voar                                    | owewe                      |
| andar                                   | o'ata                      |
| vir                                     | o'ut                       |
| ser mentiroso                           | juruewet                   |
| estar sentado                           | o'apyk                     |
| estar em pé, ficar de pé                | o'am                       |
| voltar, dar a volta                     | ojewyt                     |
| cair                                    | okuj                       |
| dar                                     | ome'eŋ                     |
| pegar, segurar                          | pyhyk                      |
| apertar,                                | o'ajywyk/                  |
| esfregar                                | opin                       |
| lavar                                   | opotuka                    |
| limpar                                  | ikytsiŋoki                 |
| enxugar                                 | -                          |
| puxar                                   | wekyj                      |
| empurrar, jogar, arremessar             | omomot                     |
| atar, amarrar                           | ohwat                      |
| coser, costurar                         | opyat                      |
| contar                                  | opapat                     |
| dizer, falar                            | i'i                        |
| cantar                                  | omaraka                    |
| brincar                                 | opujaru                    |
| boiar                                   | owewyj                     |
| passar, correr água                     | kwap                       |
| gelar, congelar, refrigerar             | -                          |
| inchar                                  | owuwut                     |
| sol                                     | kwat                       |
| lua                                     | jay                        |
| estrela                                 | jaytata'i                  |
| água                                    | 'y                         |
| chuva                                   | aman                       |
| rio                                     | parana                     |
| lagoa                                   | 'yupawape                  |
| mar                                     | tywerap                    |
| sal                                     | jukyt                      |
| pedra                                   | ita                        |
| areia                                   | 'ytsiŋ                     |
| poeira, pó                              | ywytsimot                  |
| terra                                   | 'iy                        |
| nuvem                                   | ywytsiŋ                    |
| neblina                                 | -                          |
| céu                                     | ywaka                      |
| vento                                   | ywytu                      |
| neve                                    | -                          |
| gelo                                    | amanau                     |
| fumaça                                  | tatatsiŋ                   |
| fogo                                    | tata                       |
| cinza                                   | ikohup                     |
| queimar                                 | okaj                       |
| caminho                                 | tape                       |
| montanha, monte, morro                  | 'i'atyt                    |
| vermelho                                | 'iwaŋ                      |
| verde                                   | 'itsowy                    |
| amarelo                                 | 'ijup                      |
| branco                                  | 'itsiŋ                     |
| negro, preto                            | 'ipitsun                   |
| noite                                   | 'ypytun                    |
| dia                                     | 'at                        |
| ano                                     | kwarip                     |
| morno, quente                           | hakup                      |
| frio                                    | 'ero'ytsaŋ                 |
| cheio de                                | wot, wut                   |
| novo                                    | 'ypytun                    |
| velho                                   | myra                       |
| bom (é bom)                             | 'ikatu                     |
| mau                                     | nikatuite                  |
| cruel                                   | -                          |
| sujo                                    | 'i'yaw                     |
| úmido, molhado                          | 'i'akỹm                    |
| seco                                    | ku'itsiŋ                   |
| correto, certo                          | awujete nekopy             |
| perto                                   | awemejue                   |
| longe                                   | amoete                     |
| direita                                 | -                          |
| esquerda                                | -                          |
| a, em                                   | pype                       |
| e, com                                  | nite                       |
| se                                      | -                          |
| por que                                 | ma'are                     |
| nome                                    | het                        |